# ユンカース・カム・ヒア
『ユンカース・カム・ヒア』（Junkers Come Here）は、1990年にCBS・ソニー出版より発行された木根尚登（TM NETWORK）の小説。
または、それをもとに公開されたアニメ映画、ラジオドラマ等のメディアミックス作品。

## 概要
本作は木根尚登が、同じTM NETWORKのメンバーだった小室哲哉が飼っていたミニチュア・シュナウザー犬を主人公に描いたファンタジー小説である。木根にとって処女作『CAROL』に続く小説第二弾で、1990年1月に発表された。同年11月、続編となる『ユンカース・カム・ヒアⅡ』を出版。累計発行部数は50万部を記録。その後、コミック、ラジオドラマ、朗読劇、OVAや映画など、様々なメディアミックス展開がなされた。全国小・中・高認定図書にも選ばれた。
ストーリー中に出てくるミニチュア・シュナウザーの「ユンカース」は、小室哲哉がイギリスのロンドン滞在時にペットショップで購入し飼っていた同名の犬がモデル。このペットショップは、イギリスのバンド、ペットショップボーイズの名前の由来となったメンバーの友人が働いてた店であった。躾は全て英語で行われていたため、小室がユンカースに対し「Junkers, come here（ユンカース、おいで）」と呼びかけるのを、木根が何度か耳にしていたことがタイトルの由来となった。その後、モデルのユンカースは小室の元妻である大谷香奈子の元で、2005年6月6日に亡くなるまで育てられた。
1995年には『美少女戦士セーラームーン』『おジャ魔女どれみ』などのヒット作を多く手がけた佐藤順一の監督により劇場アニメが制作され、木根は映画の音楽を制作したほか、声優も担当した。公開年の毎日映画コンクールアニメーション映画賞を受賞するが、公開当時はあまり評判にならなかった。上映館数も少なく、興行的に成功しなかったため、映像作品の発売は行われず、"幻の作品"になってしまった。その後、『ユンカース・カム・ヒア』を観る会の結成、映画の舞台になっている東急世田谷線沿線の下高井戸シネマでの上映会、主人公の通う学校のモデルになった世田谷区立赤堤小学校での上映など、作品に感動した熱心なファンが地道な上映活動を続けたおかげで、本作の名は徐々に知られるようになって行った。そしてBS、CSなどの放送を経て、2001年にようやくDVDが発売された。
2018年2月24日、新文芸坐が行っているオールナイトのアニメ上映イベント「新文芸坐×アニメスタイル セレクション」が100回を迎えたことを記念して、これまでのプログラムから選りすぐった作品をラインナップして上映する「新文芸坐×アニメスタイル セレクション vol.100 100回記念シリーズ Best of Best」を開催。その第一回の4作品中の1本に本作品が選出された。上映日には佐藤順一監督も登壇してトークショーを行う。

## あらすじ

### ユンカース・カム・ヒア
十六歳の麻生瞳は、ある日、ロンドンのペットショップで一匹のシュナウツァー犬、ユンカースに出会った。それは言葉を喋れる不思議な力を持った犬だった。

### ユンカース・カム・ヒアⅡ
三つの奇跡を残して姿を消したユンカース。瞳と両親はありとあらゆる手を尽くしてユンカースを探したが、その行方はわからないままだった。二年の月日が過ぎて高校を卒業した瞳は、わずかな望みをかけて、ユンカースと初めて出会ったロンドンへと向かう決意をする。

## 登場人物
ユンカース
主人公。ミニチュア・シュナウザー犬。人間の言葉をしゃべり、不思議な力を持つ。名前の由来はドイツの航空機ユンカース。
麻生瞳（あそう ひとみ）
ヒロイン。16歳の女子高生。代官山のマンションに住む。
麻生秀一郎（あそう しゅういちろう）
瞳の父。貿易会社の社長で麻生グループの会長。
麻生久美子（あそう くみこ）
瞳の母で夫とは離婚している。ジャズシンガー。
田代順（たしろ じゅん）
瞳の叔父（久美子の弟）。レコード会社に勤め、世界を股にかけて仕事をしている。

## 書籍情報
- 『ユンカース・カム・ヒア』単行本（CBS・ソニー出版、1990年1月25日） ISBN 978-4789705110
- 『ユンカース・カム・ヒアⅡ』単行本（CBS・ソニー出版、1990年11月22日） ISBN 978-4789705745
- 『ユンカース・カム・ヒア』文庫本（角川文庫、1993年3月25日） ISBN 978-4041794029
- 『ユンカース・カム・ヒア2』文庫本（角川文庫、1995年2月25日） ISBN 978-4041794043
- 『ユンカース・カム・ヒア　完全版』文庫判（角川文庫、2022年06月10日） ISBN 978-4041128190

## ラジオドラマ
ラジオドラマ化され、NHK-FM放送のラジオドラマ番組「サウンド夢工房」で放送された。
- 『ユンカース・カム・ヒア』（全10回、初放送：1991年4月1日 - 4月12日、再放送：1991年7月29日 - 8月9日）
- 『ユンカース・カム・ヒア Pt.2』（全10回、初放送：1991年8月12日 - 8月23日）

### キャスト
- 麻生瞳：久我陽子
- ユンカース：上村典子
- 麻生秀一郎：森本レオ
- 麻生久美子：順みつき
- 田代順：大山尚雄

### スタッフ
- 原作：木根尚登
- 脚色：成田勝也
- 演出：千葉守
- イメージソング  谷村有美『愛は元気です。』（作詞 - 戸沢暢美 / 作曲 - 谷村有美 / 編曲 - 西脇辰弥）

## OVA
『ユンカース・カム・ヒア メモリーズ・オブ・ユー』のタイトルでOVA化され、1994年7月20日にバンダイビジュアルよりVHSビデオが発売された。キャラクターとストーリーはアニメオリジナルのものになっている。また翌年に公開された劇場アニメは、本作とは別物である。当初、テレビ朝日のテレビドラマ『クニさんちの魔女たち』（1994年4月11日-6月27日）の劇中アニメとして放映された。主役の4姉妹の声優は、ドラマに出演していた主人公の岡村4姉妹の女優それぞれが担当している。

### あらすじ
言葉を操り三つの「奇跡」を起こすことのできる不思議な犬ユンカースが暮らすことになった有村家は、30歳の長女から小学生の四女までの四姉妹だけで生活していた。母親は10年前パリで行方不明となり、その心労から父親もすでに亡くなっていた。ある日、テレビでパリ在住の新進デザイナーとして紹介された日本女性を見て四姉妹は呆然とする。あまりに行方不明の母親にそっくりだったからである。四姉妹は、ユンカースと共にパリへと旅立った。

### 登場人物
- 有村春香（ありむら はるか）: 声 - 黒木瞳
- 有村夏乃（ありむら なつの）: 声 - 田村翔子
- 有村秋美（ありむら あきみ）: 声 - 細川ふみえ
- 有村冬子（ありむら ふゆこ）: 声 - 小田茜
- 有村みさこ（ありむら みさこ）: 声 - 松島みのり
- パパ: 声 - 広瀬正志
- ミッシェル: 声 - 速水奨
- 男子生徒: 声 - 石田彰
- アナウンサー: 声 - 真殿光昭
- ユンカース: 声 - 古本新乃輔

### スタッフ
- 原作：木根尚登
- 脚本・オリジナルストーリー：寺田敏雄
- 演出・絵コンテ：中村隆太郎
- プロデューサー：佐藤真一、森田光則、高梨実
- ユンカースデザイン：小松原一男
- キャラクター原案：大橋学
- キャラクターデザイン・作画監督：前田実
- 音楽：KENJIRO
- 撮影：金子仁（東京アニメーションフィルム）
- 特殊効果：柴田睦子
- 美術：沢田隆夫
- 色彩設定：西香代子、田村至子
- 録音演出：斯波重治
- アニメーション制作：トライアングルスタッフ
- 製作：テレビ朝日・木下プロダクション・バンダイビジュアル
- エンディングテーマ  『Happy Birthday』 作詞・作曲・歌：KENJIRO 編曲：KENJIRO、牧野信博

## 漫画
森永あいによる漫画。キャラクターや基本設定は原作のものを使用しているものの、内容は原作とはかなり異なる漫画オリジナルとなっている。
- 『ユンカ-ス・カム・ヒア』（KADOKAWAあすかコミックス）
  - 第1巻（1994年9月7日、ISBN 978-4049244601）
  - 第2巻（1995年1月5日、ISBN 978-4049244816）
  - 第3巻（1995年4月14日、ISBN 978-4049245066）
  - 第4巻（1995年9月13日、ISBN 978-4049245363）
- 『完全版ユンカ-ス・カム・ヒア』（KADOKAWAあすかコミックスDX）
  - 上巻（2000年7月27日、ISBN 9784048532365）
  - 下巻（2000年7月27日、ISBN 9784048532396）

## アニメ映画
『劇場版 ユンカース・カム・ヒア』として1995年3月18日に公開された。1995年の第50回毎日映画コンクール アニメーション映画賞受賞作品。
本作でアニメ版のスタッフは、「人の言葉を話す犬ユンカース」と「3つの願い」という部分のみを生かして、まったく新しい物語を作り出している。アニメ的な誇張を排したキャラクターによるどちらかといえば地味なアニメであり、デフォルメやギャグも控えめで、大きな事件も起こらない。小学6年生の少女の年上の家庭教師への憧れや留守がちな両親への複雑な想いを描きながら、淡々と物語は進むという、少女の心情を丹念に描いた誠実な作品である。アニメーション監督の細田守は本作について、「アニメという手段でひとりの女の子の"実在感"を実写作品以上に強く浮き上がらせた」と絶賛している。

### あらすじ
共働きで忙しい両親を持つ小学6年生の女の子、ひろみ。それでも彼女が元気でいられるのには理由があった。それは、1匹のシュナウツァー犬がずっとそばにいてくれたからだ。人間の言葉を話す不思議な犬、ユンカースが彼女を励ましてくれたおかげで彼女は寂しい思いをせずに済んでいた。ところがある日、ひろみは両親が離婚について話すのを立ち聞きしてしまう。思わぬことに動揺する彼女。しかし、両親の気持ちを何とか理解しようとする彼女は、「寂しい」という一言をどうしても言い出せなかった。そんな時、ユンカースが「君が願えば、ぼくは3つだけ奇跡を起こすことができるんだ」と告げる。

### 登場人物
野沢ひろみ（のざわ ひろみ）声 - 押谷芽衣
ヒロイン。小学校6年生で、野沢家の一人娘。
ユンカース声 - 古本新乃輔
野沢家に飼われているミニチュア・シュナウザー犬。ある日突然人と会話できるようになるが、そのことはひろみしか知らない。自称「3つだけ奇跡を起こすことができる」。テレビの時代劇を見るのが趣味。
野沢新太郎（のざわ しんたろう）声 - 木根尚登
ひろみの父親。コマーシャルフィルムの監督をしており、ロケ等で家を空けがち。
野沢鈴子（のざわ すずこ）声 - 紺野美沙子
ひろみの母親で、キャリアウーマン。家庭観・仕事観のことで夫と対立している。
木村圭介（きむら けいすけ）声 - 峰野勝成
ひろみの家庭教師で大学4年生。ひろみの憧れの人。
井上洋子（いのうえ ようこ）声 - 玉川紗己子
圭介の婚約者。人形劇団に所属している。
森田文江（もりた ふみえ）声 - 中島啓江
野沢家の家政婦。お茶目な性格で、秘かに圭介のことが好きだった。

### スタッフ
- 原作・音楽：木根尚登[11]
- 主題歌：『ホントの君 ウソの君』歌・作曲：木根尚登、作詞：小室みつ子
- 企画：渡辺繁
- プロデュース：高梨実・横山和夫・浅利義美
- 監督：佐藤順一[11]
- 脚本：布施博一[11]
- キャラクターデザイン・作画監督：小松原一男[11]
- 美術監督：門野真理子[11]
- 色彩設計：西表美智代[11]
- 撮影監督：玉川芳行
- 音響監督：斯波重治
- 編集：瀬山武司
- アニメーション制作：トライアングルスタッフ[11]
- 製作：バンダイビジュアル・角川書店

### サウンドトラック
劇場映画「ユンカース・カム・ヒア」オリジナル・サウンドトラック（1995年4月21日、アポロン）。

### ドラマアルバム
ドラマアルバム『ユンカース・カム・ヒア』（1995年11月21日、アポロン）。劇場版にオリジナル部分を加えたドラマCD。

## 朗読劇
朗読劇『ユンカース・カム・ヒア 〜しゃべる犬と小さなキセキの物語〜』として2012年7月3日から7月8日までル テアトル銀座にて上演された。

### キャスト
- ユンカース： 演 - 藤田玲・青木玄徳
- 麻生瞳： 演 - 中島早貴・仙石みなみ
- 麻生秀一郎： 演 - 木根尚登
- 麻生久美子： 演 - 白羽ゆり
- 田代順： 演 - コタニキンヤ.

### スタッフ
- 原作：木根尚登
- 脚本：小林弘利
- 演出：滝井サトル
- 音楽：山本姫子
- プロデュース：村上明子、上野真香人

## YouTube「ユンカースチャンネル」
2020年、小説『ユンカース・カム・ヒア』の出版30周年を記念して、YouTubeに「ユンカースチャンネル」が開設された。トーク番組やリーディングドラマ（朗読劇）の配信を行う。